# Thirtleby
Thirtleby – osada w Anglii, w hrabstwie East Riding of Yorkshire. Leży 10 km na północny wschód od miasta Hull i 254 km na północ od Londynu.